# Luigi Bàccolo
Luigi Bàccolo (Savigliano, 10 novembre 1913 – Cuneo, 8 dicembre 1992) è stato un critico letterario e biografo italiano.

## Biografia
Noto soprattutto per gli studi letterari sul Settecento francese, visse a lungo a Savigliano e all'inizio degli anni Ottanta si trasferì a Cuneo. Insegnò per anni ai licei classici di Savigliano e Cuneo. Studioso di Casanova e conoscitore della letteratura libertina del Settecento, tracciò anche un profilo del Grand Siècle francese.
Per anni tenne lezioni e seminari sulla letteratura libertina del '700 alla Normale di Pisa, dove nel 1948 presentò  il Saggio su Pirandello, sua opera prima. Si dedicò al giornalismo collaborando a Il Mondo, Il Popolo, La Stampa, Gazzetta del Popolo, Meridiano di Roma e Sipario.

## Premi
- 1938 - Premio dell'Accademia d'Italia per l'Anno 1938-XVI.[3]

## Opere (selezione)
- Luigi Pirandello, con una lettera di Arturo Farinelli, Genova, Emiliano degli Orfini, 1937.
- Una donna tira l'altra, Roma, Edizioni Raccolta, 1943.
- La zia Beatrice : romanzo, Borgo San Dalmazzo, Bertello, 1953.
- Vincere come sopra una montagna, Torino, Edizioni dell'Albero, 1965.
- Donata, Torino, Edizioni dell'Albero, 1967.
- Che cosa ha veramente detto de Sade, Roma, Ubaldini, 1970.
- Casanova e i suoi amici, Milano, Sugar, 1972.
- Il signor conte non riceve, Cuneo, L'arciere, 1978.
- Vita di Casanova, Milano, Rusconi, 1979.
- Amore a quattro voci, presentazione di Piero Bianucci, Torino, Fògola, 1980.
- Il mormorio delle passioni nascenti e altre cose, Cuneo, L'arciere, 1981.
- Il commiato del mago e delle fate, Savigliano, L'artistica Savigliano, 1982.
- Restif de la Bretonne, Milano, Garzanti, 1982.
- La marchesa de Brinvilliers e le signore dei veleni, Milano, Rusconi, 1983.
- Biografia del Marchese de Sade, Milano, Garzanti, 1986.
- Luigi Baccolo et al., Invito a Pinocchio : una scelta di saggi dedicati a 'Le avventure di Pinocchio' e al suo Autore, Bologna, Massimiliano Boni, 1997.